# Развојни пут Боре Шнајдера (филм из 1983)
Развојни пут Боре Шнајдера је југословенски ТВ филм из 1983. године. Режирао га је Дејан Мијач а сценарио је написао Александар Поповић.

## Улоге
| Глумац                  | Улога               |
| ----------------------- | ------------------- |
| Бора Тодоровић          | Бора Шнајдер        |
| Олга Спиридоновић       | Лина Перекитка      |
| Јосиф Татић             | Селимир             |
| Никола Милић            | Пикља Сиргић        |
| Милан Лане Гутовић      | Витомир Камбасковић |
| Стеван Гардиновачки     | Спира Клонфер       |
| Бранко Цвејић           | Милоје              |
| Ђурђија Цветић          | Розика              |
| Гордана Павлов          | Гоца                |
| Миодраг Костић          | Музичар             |
| Љиљана Цинцар Даниловић |                     |